# Yondome wa Iyana Shi Zokusei Majutsushi
Yondome wa Iyana Shi Zokusei Majutsushi (Originaltitel: 四度目は嫌な死属性魔術師; englischer Titel: The Death Mage) ist eine Roman- und Mangaserie von Densuke, die dem Isekai-Genre zuzuordnen ist.
Die Geschichte wurde im Juni des Jahres 2015 als Internet-Fortsetzungsroman auf der Plattform Shōsetsuka ni Narō gestartet und nach dem 513. Kapitel im November 2021 abgeschlossen. Der japanische Verlag Hifumi Shobō veröffentlicht die Gesichte seit Dezember 2016 als Buchreihe in gedruckter Form. Bisher sind (Stand: 06. Mai 2025) elf Bücher der Reihe in Japan erschienen.
Seit 2018 wird das Werk als Web-Manga auf der Internetseite KadoComi realisiert und über den Verleger Media Factory in physischer Form veröffentlicht. Die Mangareihe bringt bisher dreizehn Bände hervor (Stand: 06. Mai 2025). Sowohl die Romane als auch der Manga erscheinen in englischer Sprache beim Verlag One Peace Books.
Die Handlung folgt Hiroto Amamiya, der gemeinsam mit seinen Klassenkameraden bei einem Terroranschlag auf einem Schiff ums Leben kommt und von Gott vor die Wahl gestellt wird, sich mit übermenschlichen Fähigkeiten in eine andere Welt wiedergeboren oder ganz normal in den Zyklus der Reinkarnation gebracht zu werden, ohne dabei eine besondere Fähigkeit zu erhalten und alles bisher erlebte zu vergessen. Durch einen Fehler Gottes erhält Amamiya keine besondere Begabung und wird in seinem zweiten Leben als Testsubjekt missbraucht und später von seinen reinkarnierten Klassenkameraden umgebracht. Erneut beim Gott der Reinkarnation angelangt offenbart dieser, dass Amamiya nun in eine fantasyähnliche Welt wiedergeboren werden soll und hofft, dass dieser auch dort alsbald sein Ende findet.

## Handlung
Hiroto Amamiya und seine Klassenkameraden sterben bei einem Terroranschlag auf einem Kreuzfahrtschiff und werden von Rodcorte, dem Gott der Reinkarnation, vor die Wahl gestellt sich mit übermenschlichen Fähigkeiten in eine andere Welt gebären zu lassen oder ganz normal in den Reinkarnationszyklus zurückzukehren ohne dabei jedoch den göttlichen Segen zu erhalten und all seine Erinnerungen zu verlieren. Als Hiroto als einziger übrig bleibt offenbart Gott, dass eine andere Person ähnlichen Namens alle Segen erhalten hat, die eigentlich ihm zugestanden hätten. Aufgrund seines Fehlers verleiht Rodcorte Hiroto daraufhin ein immenses Manapool aber keine magischen Fähigkeiten, sodass sein riesiges Mana wirkungslos bleibt.
Er wird als Sohn einer Prostituierten und eines alkoholsüchtigen Vaters in die Welt „Origin“ wiedergeboren, eine Welt die technologisch weit fortgeschritten ist und in der die magischen Fähigkeiten groß geschrieben werden. Da Hiroto aber keine Magie wirken kann und um die Schulden seines Vaters begleichen zu können wird er von seinen Eltern als Testsubjekt an ein Forschungsinstitut verkauft, die zahlreiche qualvolle Experimente an ihm verüben. Eines Tages finden die Forscher heraus, dass Hiroto – der nur noch als D-01 bezeichnet wird – sehr wohl über magische Fähigkeiten verfügt: Er kann tote Lebewesen kontrollieren und zu Untoten machen. Diese „Todesmagie“ ist in Origin unbekannt, sodass die Forscher beschließen, ihn weiteren Tests zu unterziehen. Damit er sich nicht zu Wehr setzen kann, wird er bei einem medizinischen Eingriff gelähmt. Zehn Jahre sind seit der Operation vergangen und ein neuer Forscher wird für weitere Experimente zugeteilt. Als dieser mit seinen Experimenten keine Erfolge verzeichnet bringt dieser Hiroto aus Wut um, bemerkt aber, dass dessen magischer Pool trotz seines Todes rasant ansteigt. Hiroto hat aus sich selbst einen Untoten gemacht und kann seinen Körper wieder frei bewegen. Aus Rache wegen der vielen qualvollen Experimente tötet er die gesamte Besatzung des Labors und bemerkt, dass weitere Kinder zu einem wie ihm gemacht werden sollen. Er befreit die Kinder und versucht aus dem Labor zu fliehen, wird jedoch von seinen ehemaligen Klassenkameraden, die ihn nicht mehr zu erkennen scheinen, gestellt und ohne Probleme umgebracht.
Erneut bei Rodcorte angelangt verflucht Hiroto diesen. Der Gott versucht ihn und dessen Wut zu besänftigen und verspricht, dass er erneut wiedergeboren werde, dieses Mal in die fantasygleiche Welt „Lambda“. Bevor Hirotos Seele verschwindet belegt Rodcorte ihn mit einem Fluch, der es ihm erschwert selbst stärker zu werden und hofft, dass Hiroto auch schnell aus dem nächsten Leben scheidet, damit sein Zorn bei der nächsten Reinkarnation gänzlich verschwindet. Hiroto wird als Sohn des Vampirs Valen und der Dunkelelfe Darcia als Dhampir wiedergeboren und erhält von ihr den Namen Vandalieu. Da es in der Welt verboten ist, dass sich Lebewesen unterschiedlicher Art paaren und Nachwuchs zeugen, müssen diese sich in einem Wald verstecken. Vandalieu, der sowohl seine Erinnerung als Japaner Hiroto als auch die nach seiner ersten Reinkarnation behalten hat, beginnt bereits früh mit eigenem Magietraining. Die ersten drei Monate verliefen weitestgehend friedlich. Als seine Mutter eines Tages von einem Besuch in der Stadt nicht nach Hause zurückkehrt, macht sich Vandelieu auf die Suche nach ihr und beschwört Untote um ihn dabei zu helfen. In der Stadt angekommen stellt er fest, dass er aufgrund seiner Affinität für Todesmagie die Seelen Verstorbener sehen und mit diesen interagieren kann. Entsetzt muss er dabei feststellen, dass seine Mutter von Mitgliedern der Kirche, den royalen Rittern und Abenteurern gefangen genommen, gefoltert und schließlich als Hexe auf dem Scheiterhaufen verbrannt wurde. Er erfährt, dass sein Leben in großer Gefahr sei und fliehen müsse, um zu überleben. Bevor ihre Seele die Welt verlassen kann, transplantiert Vandelieu diese in einen ihrer übrig gebliebenen Knochen um sie so in der Welt halten und eines Tages wieder in einen materiellen Körper verpflanzen zu können.
Er schwört sich an denjenigen zu rächen, die seine Mutter gequält und getötet haben. Auf der Suche nach einem Ort zum Leben trifft er auf weitere Seelen denen er hilft sowie auf ein Ghul-Dorf zu dessen König er ernannt wird. Im Hinterkopf behaltend, dass der Wille Gottes sein schneller Tod ist, befürchtet Vandelieu, dass dieser seine früheren Klassenkameraden nach Lambda rufen werde, um ihn auch hier aus dem Weg zu räumen. Doch nicht nur das stellt eine Gefahr dar, denn auch andere Vampire und Menschen trachten nach Vandelieus Leben.

## Medien

### Webroman und Light-Novel-Serie
Densuke startete die Geschichte als Internet-Fortsetzungsroman auf der Plattform Shōsetsuka ni Narō, wo diese zwischen Juni 2016 und November 2021 erstpubliziert und nach 513 Kapiteln beendet wurde. Der japanische Verleger Hifumi Shobō bringt diese seit Dezember 2016 mit Illustrationen von Ban! in gedruckter Form als Light-Novel-Serie in Japan auf den Markt. Bislang wurden elf Romane der Serie veröffentlicht. Im März des Jahres 2022 gab der US-amerikanische Verlag One Peace Books die Lizenzierung der Romanreihe für eine englischsprachige Lokalisation bekannt.
| Band | Japanisch        | Japanisch              |
| Band | Veröffentlichung | ISBN                   |
| ---- | ---------------- | ---------------------- |
| 01   | 15. Dez. 2016    | ISBN 978-4-89-199408-2 |
| 02   | 15. Mai 2017     | ISBN 978-4-89-199433-4 |
| 03   | 20. Jan. 2018    | ISBN 978-4-89-199471-6 |
| 04   | 15. Juli 2018    | ISBN 978-4-89-199507-2 |
| 05   | 28. März 2019    | ISBN 978-4-89-199538-6 |
| 06   | 25. Okt. 2019    | ISBN 978-4-89-199589-8 |
| 07   | 15. Okt. 2020    | ISBN 978-4-89-199640-6 |
| 08   | 28. Juni 2021    | ISBN 978-4-89-199717-5 |
| 09   | 22. März 2022    | ISBN 978-4-89-199780-9 |
| 10   | 15. Nov. 2024    | ISBN 978-4-82-420321-2 |
| 11   | 15. Feb. 2025    | ISBN 978-4-82-420385-4 |
| 12   | 15. Mai 2025     | ISBN 978-4-82-420428-8 |

### Web-Manga
Eine Realisierung als Web-Manga mit Zeichnungen von Takehiro Kojima startete ab dem 24. Juni 2018 auf der Internetseite ComicWalker – seit 2023 KadoComi – des Medienunternehmens Kadokawa. Der Verleger Media Factory veröffentlicht den Manga seit Dezember 2018 in gedruckter Form in Japan. Der US-amerikanische Verlag One Peace Books gab im März 2022 die Lizenzierung der Mangareihe für eine englischsprachige Publikation bekannt.
| Band | Japanisch        | Japanisch              |
| Band | Veröffentlichung | ISBN                   |
| ---- | ---------------- | ---------------------- |
| 01   | 21. Dez. 2018    | ISBN 978-4-04-065200-9 |
| 02   | 22. Juni 2019    | ISBN 978-4-04-065775-2 |
| 03   | 23. Dez. 2019    | ISBN 978-4-04-064211-6 |
| 04   | 22. Juni 2020    | ISBN 978-4-04-064614-5 |
| 05   | 12. Dez. 2020    | ISBN 978-4-04-064979-5 |
| 06   | 23. Juni 2021    | ISBN 978-4-04-680486-0 |
| 07   | 22. Dez. 2021    | ISBN 978-4-04-680964-3 |
| 08   | 23. Juli 2022    | ISBN 978-4-04-681458-6 |
| 09   | 23. Dez. 2022    | ISBN 978-4-04-681991-8 |
| 10   | 22. Juni 2023    | ISBN 978-4-04-682524-7 |
| 11   | 21. Dez. 2023    | ISBN 978-4-04-683107-1 |
| 12   | 21. Juni 2024    | ISBN 978-4-04-683682-3 |
| 13   | 23. Dez. 2024    | ISBN 978-4-04-684366-1 |